# Ђорђе Симеуновић
Ђорђе Симеуновић (Крушевац, 26. април 1995) је српски кошаркаш. Игра на позицији крила.

## Успеси

### Клупски
- Мега Лекс:
  - Куп Радивоја Кораћа (1): 2016.

- Игокеа:
  - Првенство Босне и Херцеговине (1): 2019/20.